# Rue Saint-Denis
Die Rue Saint-Denis ist eine der ältesten Straßen von Paris. Sie bildet den historischen Weg nach Saint-Denis und Flandern und wurde bereits im 1. Jahrhundert angelegt. Seit dem Jahr 1134 wird die Rue Saint-Denis von Häusern gesäumt.

## Verlauf
Sie beginnt an der Avenue Victoria 12, durchquert das 1. und 2. Arrondissement,
- das Quartier Saint-Germain l’Auxerrois (Nr. 1 bis 5 und 2 bis 10),
- das Quartier des Halles (Nr. 7 bis 133 und 12 bis 104),
- das Quartier de Bonne-Nouvelle (Nr. 135 bis 293 und 106 bis 252)

und endet nach 1334 Meter am Boulevard de Bonne-Nouvelle 1 bzw. Boulevard Saint-Denis 19.
An ihrem südlichen Ende geht sie in den Place du Châtelet über, an ihrem nördlichen Ende in die Rue Faubourg Saint-Denis; über die Rue de la Chapelle verlängert sie sich in die Route nationale 1. Damit ist sie die Ausfallstraße nach Norden, Richtung Saint-Denis und Flandern, faktisch aber auch nach Westen, da man in Saint Denis erneut auf die Seine trifft und der Seine-Schleife folgend Richtung Normandie abbiegen kann, ohne noch einmal den Fluss zu überqueren. Als Ausfallstraße wurde sie durch die städtebaulichen Maßnahmen des Barons Haussmann Mitte des 19. Jahrhunderts durch den Boulevard de Sébastopol 100 Meter weiter östlich ersetzt.
Auf ihren 1,3 Kilometern quert die Rue Saint-Denis u. a.:
- die Rue de Rivoli
- die Rue Berger
- die Rue Étienne Marcel / Rue aux Ours
- die Rue de Turbigo, sowie
- die Rue Réaumur

Zwischen dem Place des Innocents und der Rue de Turbigo wurde die Rue Saint-Denis in eine Fußgängerzone umgewandelt. Auf diesem Abschnitt der Straße befindet sich eines der beiden bekannten Rotlichtviertel der Stadt.

## Geschichte

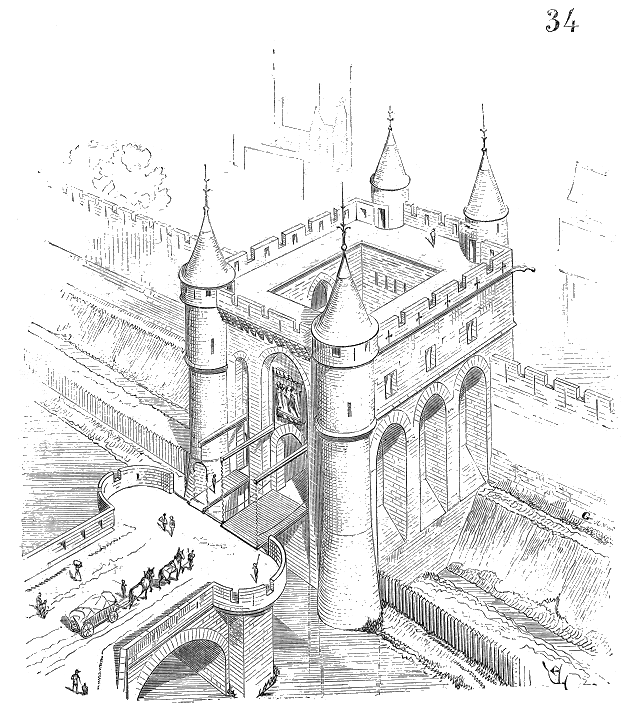
Die Porte Saint-Denis im Mittelalter

Als sich in nachrömischer Zeit die Verkehrsströme vom alten Cardo (Rue Saint-Martin und der Straße nach Soissons) weg verlagerten und stärker nach Flandern hin orientierten, wurde die Rue Saint-Denis die verkehrstechnische Schlagader der Stadt nördlich der Seine – was sich auch dadurch ausdrückte, dass nun an ihrem Ende die Seinebrücke stand (die heutige Pont au Change), die durch das Grand Châtelet gesichert wurde, während die römische Brücke weiter östlich später sogar abgerissen und damit der alte Cardo unterbrochen wurde.
Im Mittelalter trug die Rue Saint-Denis die Namen:
- Sellerie de Paris
- Sellerie de la Grande Rue (13. Jahrhundert)
- Grand’rue de Paris
- Rue des Saints Innocents
- Grand Chaussée de Monsieur
- Grant Chaussée de Monseigneur Saint-Denis (14. Jahrhundert)

Während der Französischen Revolution hieß sie Rue de Franciade.

## Sehenswürdigkeiten

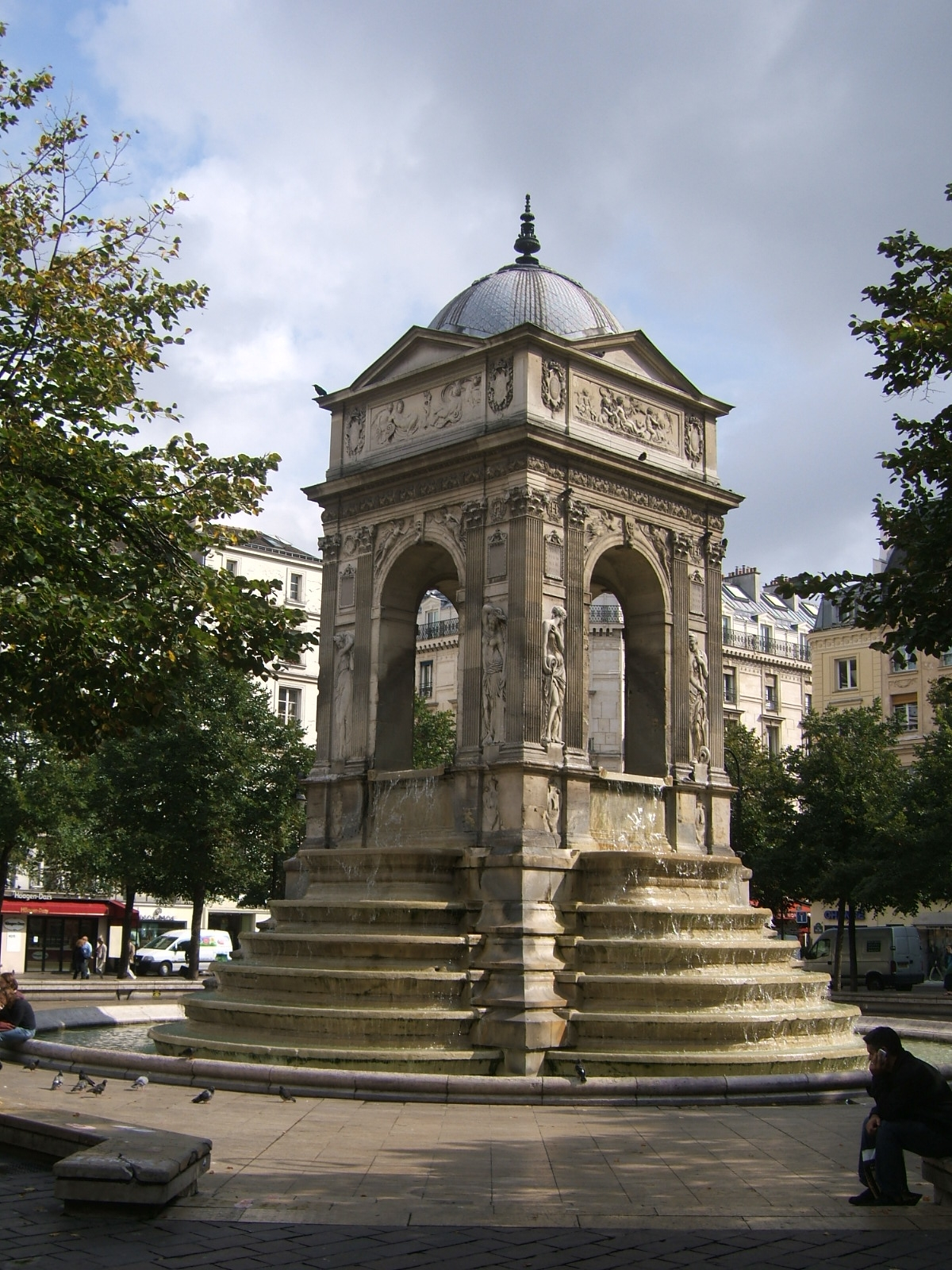
Fontaine des Innocents

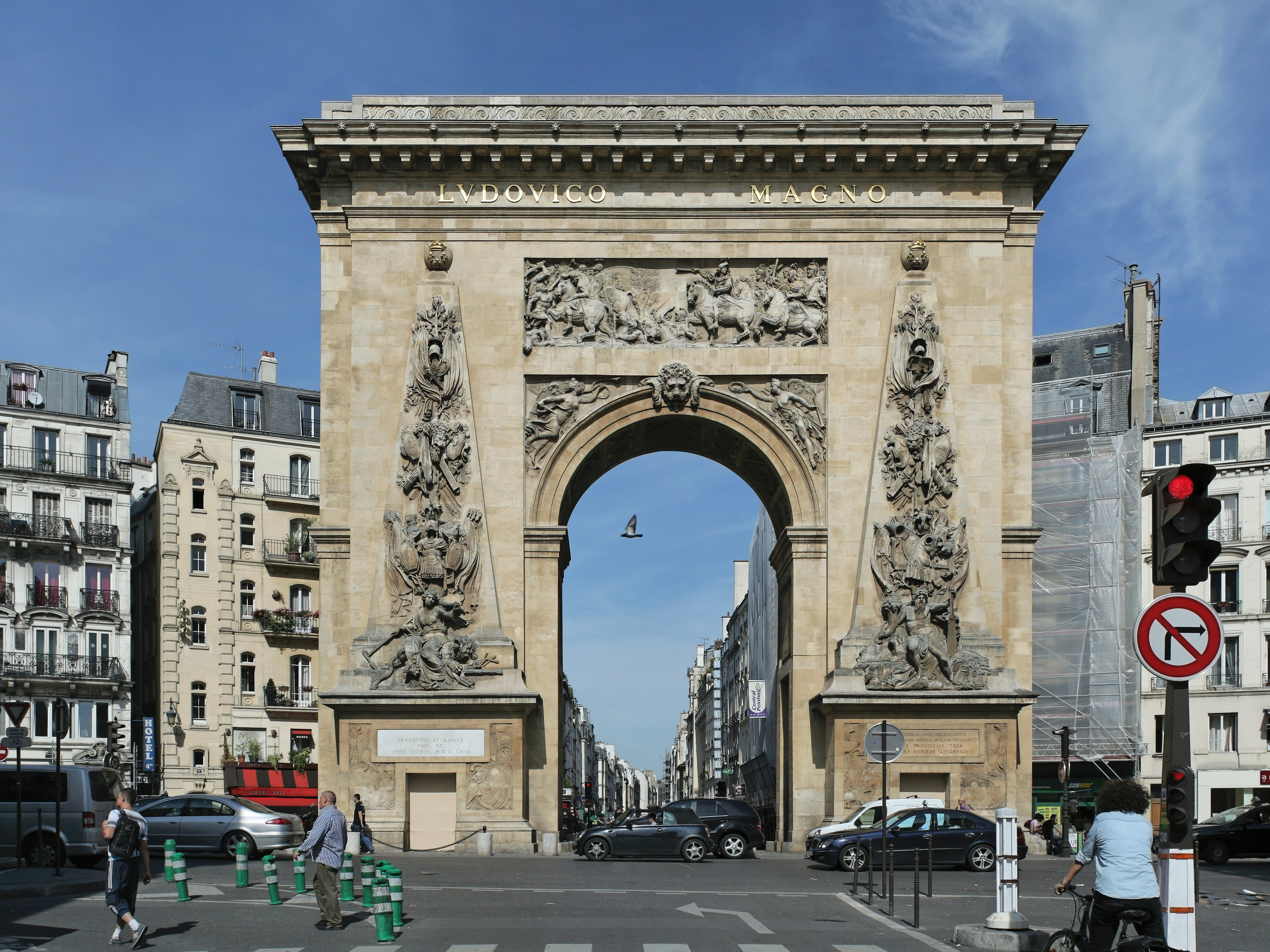
Porte Saint-Denis

Entsprechend ihrer früheren Bedeutung als Hauptstraße nördlich der Seine wies die Rue Saint-Denis eine Reihe von bemerkenswerten Bauten auf, die jedoch zum großen Teil nicht mehr existieren:
- Die Straße begann am Grand Châtelet, an das heute nur noch der Plâce du Châtelet bzw. die Metrostation Châtelet erinnern.
- An der Kreuzung mit der Rue des Lombards (früher Rue de la Verrerie) standen die Kirche Saint-Opportune (links) und das Hôpital Sainte Catherine (rechts).
- Wenige Meter weiter liegt der Square des Innocents, in dessen Mitte sich ein Renaissance-Brunnen, der Fontaine des Innocents (1547–1549) von Pierre Lescot, erhebt, der von Jean Goujon mit Skulpturen geschmückt wurde. Ursprünglich bildete der Brunnen an einem direkt an der Rue Saint-Denis gelegenen Haus eine Art Loggia. An seinem gegenwärtigen Standort steht er erst seit dem 19. Jahrhundert.
- Das einst an dieser Stelle stehende Kloster Couvent des Innocents (Kloster der Unschuldigen (Kinder)) wurde im Jahr 1786 abgerissen. Der dazugehörige große zentrale Pariser Friedhof, der Cimetière des Innocents, wurde geschlossen, die Knochen in die Katakomben der Stadt gebracht, an seiner Stelle am damaligen Stadtrand der Cimetière de Montmartre (Nord), der Cimetière Père-Lachaise (Ost), der Cimetière de Montparnasse (Süd) und der Cimetière de Passy (West) angelegt.
- Hinter der Rue des Prêcheurs stand dort, wo heute von rechts die Rue Rambuteau auf die Rue Saint-Denis stößt, das große Kloster Sainte-Magloire, das 1564 säkularisiert wurde (Nr. 82).
- Die Kirche Saint-Leu-Saint-Gilles wurde seit dem Jahr 1235 gebaut und im 16.–17. Jahrhundert erweitert. Im Jahr 1860 wurde die Ostfassade von Victor Baltard im Stil der Neorenaissance umgebaut.
- Wenige Meter hinter der Kreuzung mit der Rue aux Ours und der Rue Étienne Marcel stand die erste Porte Saint-Denis, die zur Mauer König Philipps II. gehörte.
- Links in die Rue Étienne Marcel hinein stehen auf der rechten Seite – seinerzeit direkt an die Stadtmauer angebaut – die Reste des Hôtel de Bourgogne (vor allem der Tour Jean sans Peur), das zur Zeit der Armagnacs und Bourguignons eine zentrale Rolle bei der Herrschaft über die Stadt spielte.
- Ungefähr 100 m nördlich von der Kreuzung mit der Rue de Turbigo befindet sich die Passage du Grand-Cerf, die die Rue Saint-Denis mit der Rue Dussoubs verbindet. Die Ladenpassage wurde im Jahr 1835 eröffnet und beherbergt u. a. einige Kunstgalerien.
- Weiter die Straße entlang erinnern die Querstraßen Rue Saint-Sauveur (links) und die Passage de la Trinité (rechts) an die gleichnamige Kirche bzw. das gleichnamige Kloster.
- Am nördlichen Ende der Straße befand sich die zweite Porte Saint-Denis, das Tor nach Saint-Denis innerhalb der Stadtmauer Étienne Marcels. Dieses Stadttor wurde in den Jahren 1671–1673 durch einen Triumphbogen zu Ehren des Ludwig XIV. ersetzt, der nach Entwürfen von François Blondel erbaut wurde. Die Reliefs am Triumphbogen werden dem Bildhauer Michel Anguier zugeschrieben. Der Triumphbogen hat eine Breite und eine Höhe von jeweils ca. 23 m.

## Sonstiges
1988/89 wird die Straße in der Diageschichte Rue St. Denis (94 S/W-Dias (SuperSlide), ca. 50 min.) der Fotokünstlerin Brigitte Tast porträtiert.
Mitte bis Ende des 20. Jahrhunderts war die rue St. Denis bekannt für Straßen-Prostitution.